# Verwaltungsgemeinschaft Coswig (Anhalt)
In de voormalige Verwaltungsgemeinschaft Coswig (Anhalt), gelegen in de Landkreis Wittenberg in Duitsland werkten de stad Coswig (Anhalt) en de gemeente Thießen gezamenlijk aan de afwikkeling van hun gemeentelijke taken. Met ingang van 1 september 2010 werd Thießen in de stad Coswig opgenomen en hield de verwaltungsgemeinschaft op te bestaan. Op 31 december 2007 had Coswig (Anhalt) een oppervlakte van 295,73 km² en woonden er 13.875 inwoners.

## Geschiedenis
De verwaltungsgemeinschaft Coswig (Anhalt) werd in 1994 opgericht en bestond uit de toenmalige gemeenten Buko, Cobbelsdorf, Coswig (Anhalt), Düben, Griebo, Klieken, Köselitz, Möllensdorf, Senst en Wörpen. Op 1 januari 2005 werden hieraan de gemeenten Bräsen, Hundeluft, Jeber-Bergfrieden, Ragösen, Serno, Stackelitz en Thießen uit de opgeheven Verwaltungsgemeinschaft Rosseltal hieraan toegevoegd.
Op 1 juli 2007 werd de Verwaltungsgemeinschaft Coswig (Anhalt) wegens een herindeling van de voormalige Landkreis Anhalt-Zerbst in de Landkreis Wittenberg opgenomen. Op 1 januari 2008 werd Wörpen door Coswig (Anhalt) geannexeerd en Griebo door Wittenberg. Sinds 1 januari 2009 zijn de voorheen zelfstandige gemeenten Buko, Cobbelsdorf, Köselitz, Senst en Serno ortsteilen van de stad Coswig (Anhalt); op 1 maart 2009 volgde de annexatie van Düben en Klieken. Later dat jaar, op 1 juli 2009 volgden Hundeluft, Jeber-Bergfrieden, Möllensdorf en Ragösen en op 1 januari 2010 Bräsen en Stackelitz. Met de annexatie van Thießen op 1 september 2010 werd de verwaltungsgemeinschaft opgeheven.

## Deelnemende gemeenten
Tot de opheffing op 1 september 2010 bestond de Verwaltungsgemeinschaft Coswig (Anhalt) uit de volgende gemeenten:
- Stad Coswig (Anhalt) met Bräsen, Buko, Buro, Cobbelsdorf Düben, Göritz, Grochewitz, Hundeluft, Jeber-Bergfrieden, Klieken, Köselitz, Krakau, Möllensdorf, Pülzig, Ragösen, Senst, Serno, Stackelitz, Wahlsdorf, Weiden, Wörpen en Zieko
- Thießen met Luko